# Ackermania
Ackermania is een voormalig geslacht van tropische orchideeën uit de onderfamilie Epidendroideae. Dit is op basis van DNA-onderzoek uit 2005 door Whitten et al. opgenomen in Benzingia.
Voor de kenmerken van dit geslacht, zie aldaar.

## Naamgeving en etymologie
Ackermania is vernoemd naar James D. Ackerman (1950-), een Amerikaanse orchideeëntaxonoom.